# Білоусівка (Конотопський район)
Білоусівка —  селище в Україні, у Дубов'язівській селищній громаді Конотопського району Сумської області. Населення становить 80 осіб. Колишній орган місцевого самоврядування — Салтиківська сільська рада.

## Географія
Селище Білоусівка знаходиться на відстані 1,5 км від села Салтикове. Селище складається з двох частин, рознесених на 1 км. По селу протікає струмок з загатами.